# Tuha (Batee)
Tuha is een bestuurslaag in het regentschap Pidie van de provincie Atjeh, Indonesië. Tuha telt 412 inwoners (volkstelling 2010).